# Кате, Питер тен
Питер тен Кате (нидерл. Pieter ten Cate; 28 июля 1902, Леуварден — 27 июня 1996) — нидерландский шахматный композитор; международный мастер (1973) и международный арбитр (1958) по шахматной композиции.
С 1919 опубликовал около 900 задач: двухходовки, задачи на кооперативный мат, «сказочные» задачи (см. Сказочные шахматы). На конкурсах удостоен свыше 170 отличий. Рейтинг в Альбомах ФИДЕ на 24 августа 2023 года — 39 баллов.
На творчество Питера тен Кате оказало большое влияние международное объединение шахматных композиторов «Гуд компаньон» (1913—1924; мотивы связки и развязывания фигур, полусвязывание, контршахи).